# 砺波市立庄東小学校
砺波市立庄東小学校 （となみしりつ しょうとうしょうがっこう）は富山県砺波市にある公立小学校。

## 沿革
- 1982年
  - 3月10日 - 鉄筋コンクリート造3階建て校舎竣工（敷地面積33,457m2、建坪5,391m2）[2]。
  - 4月5日 - 般若小学校・東般若小学校・栴檀野小学校（いずれも砺波市立）の統合により庄東小学校が創立[3]。なお、これよりも前の1969年4月1日に般若小学校と栴檀山小学校が統合した[4]ため、実質、4つの小学校の統合であった。それに加えて、当初は3つの分校（東別所、井栗谷、原野）も存在した。
  - 9月1日 - 生徒が2学期より全員本校に登校[3]。
- 1983年
  - 3月5日 - 校舎落成式を挙行[3]。
  - 8月12日 - プール完成[3]。
- 1988年6月13日 - 冬季分校（東別所、井栗谷）が廃校となる[5]。
- 1989年 - 原野分校が休校となる（1999年6月25日に廃校[6]）。
- 2015年 - 耐震改修工事完了。あわせて、校内の空き教室などを活用した砺波民具展示室、敷地内の旧寄宿舎を活用した砺波市埋蔵文化財センターが完成した[7]。

## 通学区域
安川　三合　茶ノ木　頼成　徳万　徳万新　福山　三合新　川内　伏木谷　井栗谷　五谷　寺尾　栃上　浅谷　東別所　東別所新　権正寺　宮森　八十歩　東保　福岡　宮森新　宮新　増山　上和田　正権寺　坪野　市谷　池原　芹谷　頼成新の区域

## 進学先
- 砺波市立般若中学校

## 教育目標
豊かな心をもち、知性と実践力を身に付け、たくましく生きぬく子どもを育てる